# مادرانه
مادرانه عنوان مجموعهٔ تلویزیونی ایرانی به نویسندگی سعید نعمت‌الله، کارگردانی جواد افشار و تهیه‌کنندگی محمدرضا شفیعی است که در ۳۰ قسمت ۳۵ دقیقه‌ای در رمضان ۱۳۹۲ از شبکه سه پخش شد.

## خلاصه داستان
اردلان تمجید ۲۰ سال پیش، پس از رها کردن نامزد سابق خود، با زنی متمول به نام رعنا ازدواج می‌کند. پس از مدتی این ازدواج به جدایی رسیده و بعد از آن، اردلان از فرزندانش سرپرستی می‌کند اما در می‌یابد که فاصله زیادی از لحاظ اجتماعی با دخترش، رها، پیدا کرده‌است.

## بازیگران
- مهدی سلطانی در نقش اردلان تمجید ( پدر رها )
- لعیا زنگنه در نقش رعنا خجسته ( مادر رها )
- شقایق فراهانی در نقش مریم ( عشق سابق اردلان )
- هستی مهدوی‌فر در نقش رها تمجید ( دختر اردلان و رعنا )
- آتیلا پسیانی در نقش نایب
- سید مهرداد ضیایی در نقش محمدجواد
- عباس غزالی در نقش فرزاد ( دوست رها )
- شهربانو موسوی در نقش گلبانو
- شهین تسلیمی ( مادر فرزاد )
- الهام جعفرنژاد
- فهیمه رحیم‌نیا
- حمیدرضا هدایتی
- علی جاویدفر
- نوید خداشناس
- زری اماد
- داریوش سلیمی
- پریسا روشنی
- فرج‌الله گل‌سفیدی
- مریم صباغیان
- ندا فرهنگ‌مهر
- عباسعلی محمدی
- حسین افشار
- نوید پورفرج
- امیرمهدی باقری
- آرتین حیدری در نقش ارسلان تمجید

## تولید

### موسیقی
موسیقی مادرانه را کارن همایونفر ساخته و احسان خواجه‌امیری خوانندهٔ تیتراژهای میانی و پایانی این مجموعه است.
| شماره | نام                           | خواننده           | مدت  |
| ----- | ----------------------------- | ----------------- | ---- |
| ۱.    | «به دادم برس» (تیتراژ پایانی) | احسان خواجه امیری | ۲:۵۰ |
| ۲.    | «شب سرمه» (ترانه میانی)       | احسان خواجه امیری | ۲:۴۱ |